# راحت عایشه
راحت عایشه نویسنده پاکستانی کودکان است. پنج کتاب او (تا نومبر ۲۰۲۲) منتشر شده‌است. راحت عایشه در کراچی به دنیا آمد، نویسنده معروف مایل خیرآبادی عموی پدر راحت بود که با رعایت ارزش‌های اسلامی مجموعه‌ای از ادبیات مهم را برای کودکان ایجاد کرد و به برخی از داستان‌هایش شکلی دراماتیک در هند داد و مونس انصاری (شاعر) عموی او بود.

## تحصیلات
ابتدا با تعلیمات دینی شروع کرد و در سن ده سالگی از جامعه یوسفیه اللبنات ناظم آباد چورنگی حافظ قرآن شد. او تحصیلات مدرن خود را از کلاس هشتم آغاز کرد و وارد کالج دخترانه سر سید کراچی شد. شرکت در مسابقات مختلف ترتیل و نعت در مدرسه و برنده جوایز مختلف. او در رشته اقتصاد از دانشگاه کراچی فارغ‌التحصیل شد.

## خدمات ادبی
اولین نوشته در شش یا هفت سالگی در جنگ کودکان منتشر شد. اما از سال ۱۳۹۳ تا ۱۳۹۴ به‌طور منظم شروع به نوشتن کرد و تا کنون همدرد نونهال، ماهنامه ساعتی، پشم، مجله جسارت، جگنو، باغ کودک، ماهنامه اقرا، گلستان کودکان، بازم منزل، جنگل منگل، بازم قرآن. برخی از داستان‌ها و ستون‌ها نیز در اردو دایجست منتشر شده‌است. او نویسنده چهار کتاب شبح درخت، کلید گم شده، دزد گربه‌ها (داستان جاسوسی) و گردنبند مروارید است. این کتاب‌ها ادبیات استاندارد کودکان محسوب می‌شوند. نکته خاص کلید گمشده این است که هر داستان بر حسب زمان حال است اما بر اساس حدیثی است که نه تنها در بین کودکان رواج داشت بلکه برنده جایزه ادبی صراط النبی ۲۰۱۸ از وزارت امور دینی نیز شد. دولت پاکستان، جایزه اول ادبیات کودک را دریافت کرد.
آخرین کتاب او، مجموعه ای از داستان‌ها، جین کچوا، در سال ۲۰۲۲ منتشر شد

## عضویت
او عضو دو جنبش بزرگ ادبی پاکستان، دایرا ایل آداب و فدراسیون ستون نویسان پاکستان است